# ويليام راسيل (لاعب كريكت)
ويليام راسيل (25 أبريل 1866 في أستراليا - 9 مايو 1929 في المملكة المتحدة) (بالإنجليزية: William Russell)‏ هو لاعب كريكت بريطاني (وحمل سابقاً جنسية المملكة المتحدة لبريطانيا العظمى وأيرلندا). لعب مع نادي مقاطعة هامبشاير للكريكت ‏.

## وصلات خارجية
- ويليام راسيل على موقع إي آس بي آن كريك إنفو (الإنجليزية)